# Pat Duncan
Pat Duncan, née le 8 avril 1960 à Edmonton, est une femme politique yukonnaise (canadienne).
Elle est la première femme à être cheffe de l'opposition officielle du Yukon de 1999 à 2000 et première ministre du Yukon, sous la bannière du Parti libéral du Yukon, de 2000 à 2002. Elle est la quatrième femme première ministre provinciale ou territoriale dans l'histoire canadienne.

## Sénatrice
Le 12 décembre 2018, le premier ministre du Canada Justin Trudeau nomme Pat Duncan sénatrice pour le Yukon au Sénat du Canada.